# 小行星525
小行星525（525 Adelaide）是一颗围绕太阳公转的小行星。1908年10月21日，喬爾·梅特卡夫在汤顿描述了此天体。
这颗小行星的绝对星等为12.53等。它是花神星族小行星的一员。

## 命名
小行星525以英国国王威廉四世的皇后阿得莱德命名。
实际上，525 Adelaide一开始是由1904年3月14日被德国天文学家马克斯·沃夫在海德堡发现，临时编号为A904 EB，但后来这颗小行星就失踪了。而在1930年10月3日比利时天文学家西维亚·阿兰德在于克勒发现临时编号为1930 TA的小行星，并被命名为小行星1171（1171 Rusthawelia）。由于那时并没有电脑科技，直到1958年人们才发现525 Adelaide和1171 Rusthawelia这两个不同编号的小行星实际上是同一颗小行星。由于这颗小行星是由阿兰德寻回的，所以1171 Rusthawelia这个名字被保留，而525 Adelaide这个名字则分配给梅特卡夫在1908年发现的这颗临时编号为1908 EKa的小行星。

## 相关條目
- 小行星列表/10001-11000

## 外部連結
- Asteroid Lightcurve Database (LCDB) （页面存档备份，存于）, query form (info （页面存档备份，存于）)
- Dictionary of Minor Planet Names, Google books
- Discovery Circumstances: Numbered Minor Planets (10001)-(15000) （页面存档备份，存于） – Minor Planet Center
- 小行星525 at AstDyS-2, Asteroids—Dynamic Site
  - Ephemeris · Observation prediction · Orbital info · Proper elements · Observational info
- NASA JPL小天體瀏覽器上的小行星525

| 前一小行星： 小行星524 | 小行星列表 | 後一小行星： 小行星526 |